# Ogeum-dong, Gunpo
Ogeum-dong (koreanska: 오금동) är en stadsdel i staden Gunpo i provinsen Gyeonggi i Sydkorea, 24 km söder om huvudstaden Seoul.